# Abovyan
Abovyan (in armeno Աբովյան?, in russo Абовян?, Abovjan, 46 800 ab. nel 2011) è una città dell'Armenia situata nella provincia di Kotayk'.
Si trova a circa 16 km NE della capitale Erevan.

## Storia
Il sito nasce come centro industriale nei pressi dell'antico villaggio di Elar che nel 1961 prende il nome attuale in onore dello scrittore Khačatur Abovjan, per poi acquistare, nel 1963, lo status di città.
Dell'antico villaggio di Elar, già menzionato dallo storico Stepanos Orbelian nel XIII secolo, che oggi si trova in una zona collinare a sud della città, rimane ormai poco, occupato in gran parte dal cimitero.

## Economia
La principale industria è quella manifatturiera, tra cui spicca quella della birra con il marchio Kotayk.